# Rozlišení 2K

Tento graf zobrazuje nejběžnější rozlišení displeje, formát 16 : 9 je vyobrazen v modré barvě.

2K je nově vznikající standard pro rozlišení obrazu v digitálním filmu a počítačové grafice. Název je odvozen z horizontálního rozlišení, které je přibližně 2000 pixelů. Digital Cinema Initiatives (DCI) definuje standardní 2K rozlišení jako 2048×1080 bodů.
Tento nový standard se odvolává na počet sloupců, což je rozdíl proti dřívějšímu způsobu odlišení HD a Full HD, které byly odlišeny podle počtu řádků (tj. vertikální rozměr 720 nebo 1080 řádků).